# فينوس (فلم)
فينوس (بالإنجليزية: Venus) هو كوميدي درامي بريطاني، تم إنتاجه في عام 2006. أبطال الفيلم هم: بيتر أوتول، ليزلي فيليبس، فانيسا رديغريف وجودي ويتاكر. مخرج الفيلم هو روجر ميشيل وكتب السيناريو حنيف قريشي.

## طاقم التمثيل
- بيتر أوتول بدور موريس راسل
- ليزلي فيليبس بدور إيان
- جودي ويتاكر بدور جيسي
- فانيسا رديغريف بدور فاليري
- ريتشارد جريفيثز بدور دونالد
- كاثرين برادشو بدور جيليان

## وصلات خارجية
- مقالات تستعمل روابط فنية بلا صلة مع ويكي بيانات
- فينوس على موقع أول موفي.